# Emilio Botín
Pour les articles homonymes, voir Botín.
Emilio Botín-Sanz de Sautuola y García de los Ríos, marquis consort de O'Shea, né le 1er octobre 1934 à Santander (Cantabrie, Espagne) et mort le 10 septembre 2014 à Madrid, est un homme d'affaires espagnol, président du groupe 
bancaire Santander de 1986 à sa mort.

## Biographie
Emilio Botín est un descendant de l'archéologue Marcelino Sanz de Sautuola et l'héritier d'une famille de banquiers cantabriques. Son arrière-grand-père est l'un des neuf fondateurs, en 1857, de la banque Santander, qui tire profit des échanges commerciaux entre les Amériques et l'Espagne. Son grand-père, Emilio Botín López, prend la présidence de la société en 1909 et la fait passer à l'échelle nationale avec un réseau de succursales à partir de 1920. Son père ensuite, Emilio Botín Sanz de Sautuola y López, à la tête de la banque à partir de 1950, la développe en rachetant plusieurs petites banques espagnoles. Si la famille ne détient aujourd'hui que 3 à 5 % de Santander, elle ne connaît pas d'opposition dans la direction du groupe.
Élevé chez les jésuites, il poursuit ses études à l'Université de Valladolid et à l'Université de Deusto, dont il sort licencié en droit et en économie. Emilio Botín, troisième du nom, succède en 1986 à son père, après être entré dans la société familiale en 1958, en avoir été élu administrateur le 4 juillet 1960 et nommé à la direction générale en 1964.
Rapidement, il rompt le cartel des banques espagnoles, le Club de los Siete, en lançant en 1989 les supercuentas, comptes bénéficiant d'une rémunération agressive, et gagne des parts de marché. En 1988, Banco Santander conclut une participation croisée avec Royal Bank of Scotland, l'Espagnol ouvrant 9,9 % de son capital au Britannique, et prenant 2,5 % de celui-ci. La banque investit également en Belgique et au Portugal, et prend 13,5 % des actions de la First Fidelity Bank en 1993, revendus avec une plus-value de 400 % quatre ans plus tard. En 1994, après le scandale qui éclabousse la direction de Banesto, il rachète son concurrent. Il s'attaque également à l'Amérique latine (Chili, Brésil et Mexique entre autres), marché qui représente aujourd'hui un quart des actifs du groupe et sur lequel Santander devient la première banque en 2000.
En janvier 1999, Banco Santander fusionne avec Banco Central Hispano (BCH) au sein du Santander Central Hispano (SCH) devenant le numéro un espagnol. Pour conserver la tête de la nouvelle entité, il écarte les dirigeants de BCH en versant en 2002 à José María Amusátegui et Ángel Corcóstegui respectivement 43,7 et 108 millions d'euros, ce qui lui vaut des poursuites judiciaires abandonnées en janvier 2006.
Leader espagnol, il poursuit la croissance de son groupe à l'international, et prend le contrôle en 2004 d'Abbey National mais doit cesser son partariat avec RBS. Il participa à l'OPA sur la banque néerlandaise ABN AMRO. En 2008, il prend le contrôle des compagnies britanniques Alliance & Leicester et Bradford & Bingley, fragilisées par la crise des subprimes, faisant de son groupe le troisième banquier du Royaume-Uni et devenant « le plus puissant banquier d'Europe ». La même année, il marque son implantation aux États-Unis en rachetant la banque Sovereign, opération pour laquelle il lance une augmentation de capital de 178 millions d'euros malgré la crise qui touche les valeurs financières. Touché par l'affaire Madoff à hauteur 2,33 milliards d'euros, soit plus que l'ensemble des autres banques européennes réunies, à cause d'un hedge fund souscrit par ses clients auprès du fonds Optimal Strategic, son groupe échappe malgré tout à la tempête du secteur bancaire, affichant pour l'exercice 2008 8,9 milliards d'euros de bénéfice, soit une baisse limitée à 2 % par rapport à l'année 2007.
Longtemps déconsidéré par les milieux financiers largement anglo-saxons, décrit comme un patron dirigiste maîtrisant fermement l'ensemble de son groupe, ses acquisitions stratégiques et son absence parmi les nombreuses victimes de la crise des subprimes, lui vaut à la fin des années 2000 une aura internationale illustrée par le titre de « meilleur banquier du monde » décerné par le magazine Euromoney en 2008.
Attaché à conserver une discrétion médiatique, il est marquis de O'Shea par son mariage avec la pianiste basque d'origine irlandaise Paloma O'Shea. Sa fille aînée, Ana Patricia Botín, lui succède à sa mort. L'autre de ses filles, Carmen, est la veuve du golfeur Severiano Ballesteros.